# The Journal of Insectivorous Plant Society
The Journal of Insectivorous Plant Society, dont le titre officiel en japonais est 食虫植物研究会々誌 (Shokuchūshokubutsu kenkyū-kai kaishi), est un périodique scientifique trimestriel japonais consacré aux plantes carnivores et publié par la Société des plantes insectivores. Cette revue a été fondée en janvier 1950 et paraît en format A4 depuis 2010. Elle publie environ 120 pages par an. Elle est sous-titrée en anglais depuis avril 1986, bien qu'elle soit publiée en japonais. Quelques résumés paraissent toutefois en anglais.
Cette revue est consacrée à l'horticulture de ces plantes, à des recensions scientifiques et littéraires, aux rapports d'expéditions, à la description de nouveaux taxons et de nouveaux cultivars.

## Taxonomie
La revue a publié les descriptions des taxons suivants concernant les genres Nepenthes et Utricularia :

### Nepenthes
- Nepenthes eymae (en tant que N. eymai)[1]
- Nepenthes × ferrugineomarginata
- Nepenthes × kinabaluensis
- Nepenthes × kuchingensis
- Nepenthes maxima f. undulata
- Nepenthes mindanaoensis
- Nepenthes peltata
- Nepenthes × pyriformis (en tant qu'espèce)[2]
- Nepenthes rubromaculata[1]
- Nepenthes saranganiensis

### Utricularia
- Utricularia linearis[3]
- Utricularia ramosissima[4]

### Cultivars
La revue a publié également les descriptions des cultivars de Nepenthes suivants recensés dans la série 'Koso' par K. Kawase.
- Nepenthes 'Accentual Koto'
- Nepenthes 'Dashy Koto'
- Nepenthes 'Dinkum Koto'
- Nepenthes 'Dreamy Koto'
- Nepenthes 'Easeful Koto'
- Nepenthes 'Ecstatic Koto'
- Nepenthes 'Emotional Koto'
- Nepenthes 'Facile Koto'